# Відьми (фільм, 2020)
«Відьми» (англ. The Witches) — темно-фентезійний комедійний фільм режисера Роберта Земекіса. Стрічка знята на основі однойменного роману Роальда Дала. Прем'єра фільму відбулася 22 жовтня 2020 року на HBO Max.

## Сюжет
Бабуся розповідає своєму онукові про відьом і заходи оборони. Але ось одного разу в продуктовому магазині Люк зустрічає відьму, яка запропонувала йому з'їсти цукерку. Люк тікає в істериці і розповідає все бабусі. Та своєю чергою вирішує виїхати у «відпустку» в готель, де працює її кузен. Люк зустрічає там Архи-Відьму, і з цього моменту починаються пригоди ….

## У ролях
| Актор           | Роль            |
| --------------- | --------------- |
| Енн Гетевей     | Ева Ернст       |
| Октавія Спенсер | бабуся          |
| Стенлі Туччі    | Містер Стрінгер |
| Кріс Рок        | Чарлі Хансен    |
| Крістін Ченовет | Мері/Дейзі      |

## Створення фільму

### Виробництво
У червні 2018 року стало відомо, що Роберт Земекіс буде режисером та автором адаптації роману «Відьми» Роальда Дала. До того ж він буде продюсером стрічки разом з Альфонсо Куароном і Гільєрмо дель Торо.
Основні зйомки почались 8 травня 2019 року та проходили в Алабамі, США, а також на знімальних майданчиках Warner Bros. у Гартфордширі. Фільм планується випустити в 2021 році. Раніше його планували випустити 9 жовтня та 16 жовтня 2020 року.

### Знімальна група
- Кінорежисер — Роберт Земекіс
- Сценарист — Кенья Барріс, Роберт Земекіс
- Кінопродюсер — Альфонсо Куарон, Гільєрмо дель Торо, Джек Рапке, Люк Келлі, Роберт Земекіс
- Кінооператор — Дон Майкл Берджесс
- Кіномонтаж — Єремія О'Дрісколл
- Художник-постановник — Гарі Фрімен
- Артдиректор — Клер Флемінг, Су Вітакер
- Художник-костюмер — Джоанна Джонстон<
- Підбір акторів — Вікторія Берровс[11]